# Clusia penduliflora
Clusia penduliflora  es una especie botánica de planta con flor en la familia de las clusiáceas. Similar a Clusia amazonica, de la cual se distingue, tentativamente, por su inflorescencia más compacta y flores estaminadas más grandes, con más estambres y por el hábito más o menos escandente que es poco común en el género.

## Descripción
Son epífitas, frecuentemente escandentes, las ramas algo péndulas con ramitas laterales decusadas, ramitas y pedúnculos con epidermis rojiza a café clara, exfoliante, el látex claro. Las hojas elípticas, de (10–) 15–17 cm de largo y 6–8.5 cm de ancho, el ápice agudo, base aguda y levemente decurrente; nervios laterales 3 o 4 por cm; pecíolos de 1–1.5 (–3) cm de largo. Las inflorescencias deflexas, compactas, de 3 cm de largo; con yemas de 8–10 mm de largo; pétalos cremas; estambres 45–50, casi sésiles; ovario rodeado por 4 o 5 estaminodios con aspecto de estambres, estigmas 5, más o menos sésiles. Fruto ovoide, de 2.5–3 cm de largo y  2 cm de ancho, verde a verde-rojizo.

## Distribución y hábitat
Especie conocida en Nicaragua por una colección de bosques muy húmedos, en Río San Juan; en alturas de 50–70 metros; florece en ene; desde Nicaragua a Panamá y noroeste de Sudamérica en Ecuador y Brasil.

## Taxonomía
Clusia penduliflora fue descrita por Engl. in Mart. y publicado en Flora Brasiliensis 12(1): 412, t. 84, f. 2. 1888.
Etimología
Clusia: nombre genérico otorgado en honor del botánico Carolus Clusius.
penduliflora: epíteto latíno que significa "con flores colgantes".